# I Did It for Love
«I Did It for Love» —en castellano «Lo hice por amor»— es una canción interpretada por la banda estadounidense de hard rock Night Ranger y fue compuesta por el cantautor británico Russ Ballard. Fue numerada en el álbum Man in Motion, lanzado al mercado en 1988 por MCA Records.

## Lanzamiento y descripción
Este tema se publicó como el primer sencillo de Man in Motion en octubre de 1988 y fue producido por Keith Olsen, Brian Foraker y David Cole. Se lanzó en formato de siete pulgadas, el cual contenía en el lado B la melodía «Woman in Love» —traducido del inglés: «Mujer enamorada»—, escrita por Jack Blades. También se publicó una versión promocional que enlistaba el tema principal en ambas caras del vinilo.

## Recepción
La canción consiguió entrar en los listados de éxitos en los Estados Unidos, llegando a posicionarse en los puestos 16.º y 75.º del Mainstream Rock Tracks y Billboard Hot 100 respectivamente. Este fue el último sencillo de la agrupación que obtuvo gran aceptación en dicho país.

## Lista de canciones
| Lado A |                     |              |          |  |
| N.º    | Título              | Escritor(es) | Duración |  |
| 1.     | «I Did It for Love» | Russ Ballard | 4:20     |  |

| Lado B |                 |              |          |  |
| N.º    | Título          | Escritor(es) | Duración |  |
| 2.     | «Woman in Love» | Jack Blades  | 4:43     |  |

## Créditos
- Jack Blades — voz principal, bajo y coros.
- Kelly Keagy — voz principal, batería y coros.
- Brad Gillis — guitarra y coros.
- Jeff Watson — guitarra.
- Jesse Bradman — teclados.

## Listas
| Año  | País           | Lista                            | Posición máxima |
| ---- | -------------- | -------------------------------- | --------------- |
| 1988 | Estados Unidos | Billboard Hot 100                | 75.º            |
| 1988 | Estados Unidos | Billboard Mainstream Rock Tracks | 16.º            |